# Systellorrhina kolbei
Systellorrhina kolbei är en skalbaggsart som beskrevs av Moser 1904. Systellorrhina kolbei ingår i släktet Systellorrhina och familjen Cetoniidae. Inga underarter finns listade i Catalogue of Life.